# Grottes de Bedsa

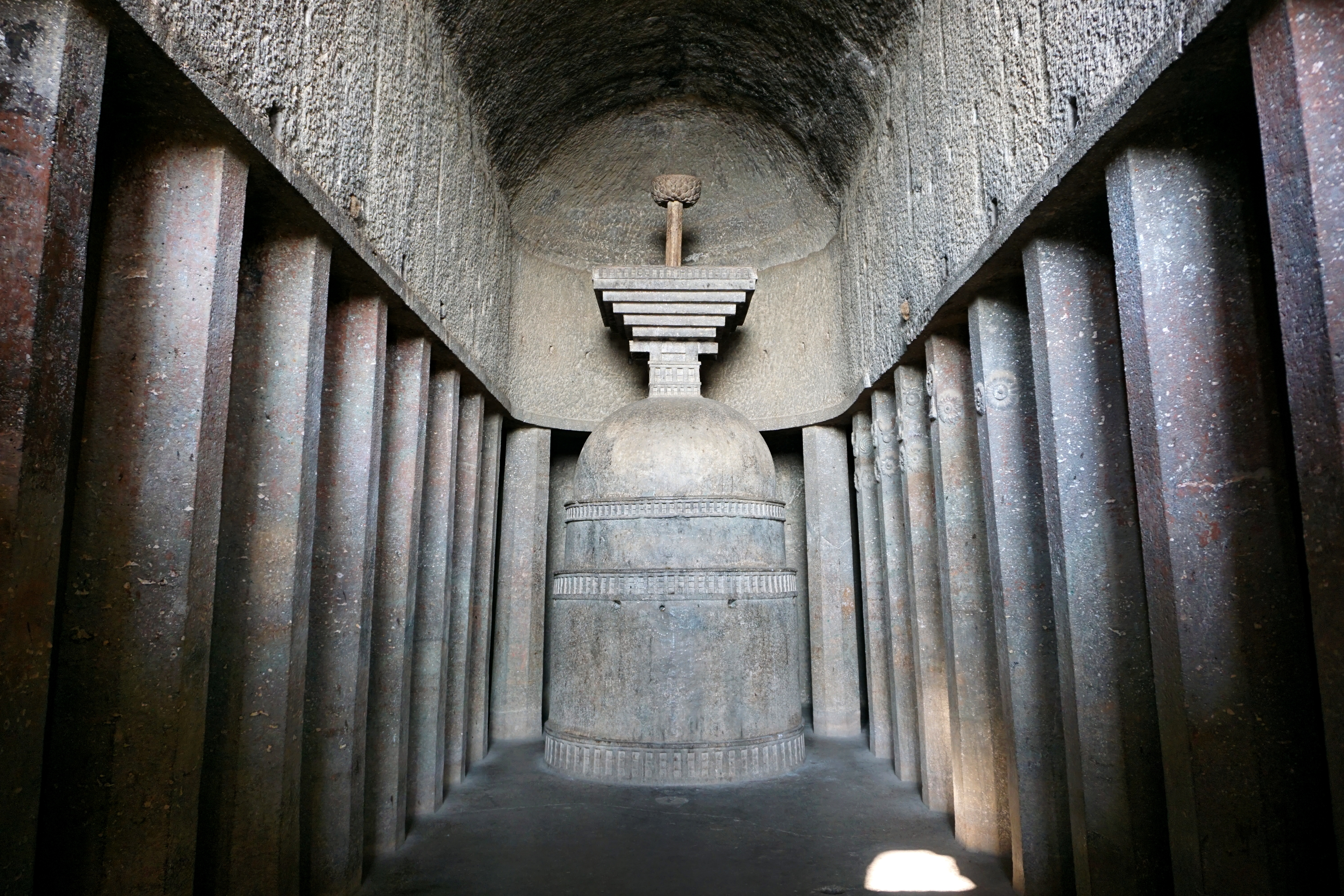
Intérieur du chaitya du site de Bedsa

Les grottes de Bedsa (également connues sous le nom de grottes de Bedse) sont un groupe de monuments excavés bouddhistes situés à Maval taluka, district de Pune, Maharashtra, en Inde. L'histoire des grottes remonte à la période Satavahana au Ier siècle avant notre ère. Ils sont à environ 9 km des grottes de Bhaja. Les autres grottes de la région sont les grottes de Karli, la grotte bouddhiste de Patan et les grottes de Nasik . 
Il y a deux grottes principales. La grotte la plus connue est le chaitya (salle de prière - grotte 7) avec un stupa relativement grand; l'autre est le monastère ou vihara (grotte 11). Tous deux sont marqués par une profusion de décoration gavaksha (en) ou de motifs d'arcs. 

## Chaitya
La grotte 7, qui est un chaitya, est accessible par un long passage étroit dans la roche. La véranda avant a quatre colonnes très élaborées avec des chapiteaux de paires d'animaux et des cavaliers à la « grandeur solennelle »,. À côté de ceux-ci, les murs latéraux sont recouverts de gavaksha en bas relief et de treillis représentant des garde-corps architecturaux, comparables à ceux du même endroit dans le chaitya légèrement plus récent des grottes de Karli. En revanche, et contrairement à Karli, l'intérieur du chaitya lui-même est peu décoré, avec des colonnes octogonales unies. Les nervures décoratives de la voûte, qui dans d'autres chaitya sont en pierre reproduisant l'architecture en bois, étaient en bois réel ici et ont été perdues,. 
Une inscription sur l'un des arceaux de la porte dit : « Don de Pushyanka, fils d'Ananda Sethi de Nashik » . 

## Vihara
Le vihara de la grotte 11 a une forme plutôt inhabituelle, avec une salle principale en forme de chaitya, au plan rectangulaire avec une extrémité absidale arrondie et un toit voûté. Il est maintenant ouvert sur l'extérieur, mais avait vraisemblablement à l'origine une façade en bois. Autour de la salle se trouvent neuf portes de cellules, chacune avec un contour en arc d'architecture en relief. Des frises avec des garde-corps font le tour dans la pièce sur deux niveaux. Quatre autres cellules se trouvent à l'extérieur, à l'endroit où devait se trouver l'écran.

## Autres éléments
Il y a aussi un petit stûpa à l'extérieur des grottes principales. Par ailleurs, jusqu'en 1861 environ, les grottes étaient régulièrement entretenues, et même peintes. Ces travaux étaient commandés par les autorités locales afin de plaire aux officiers britanniques qui visitaient souvent les grottes. Ces travaux ont entraîné la perte des vestiges d'enduits muraux. 

## Galerie

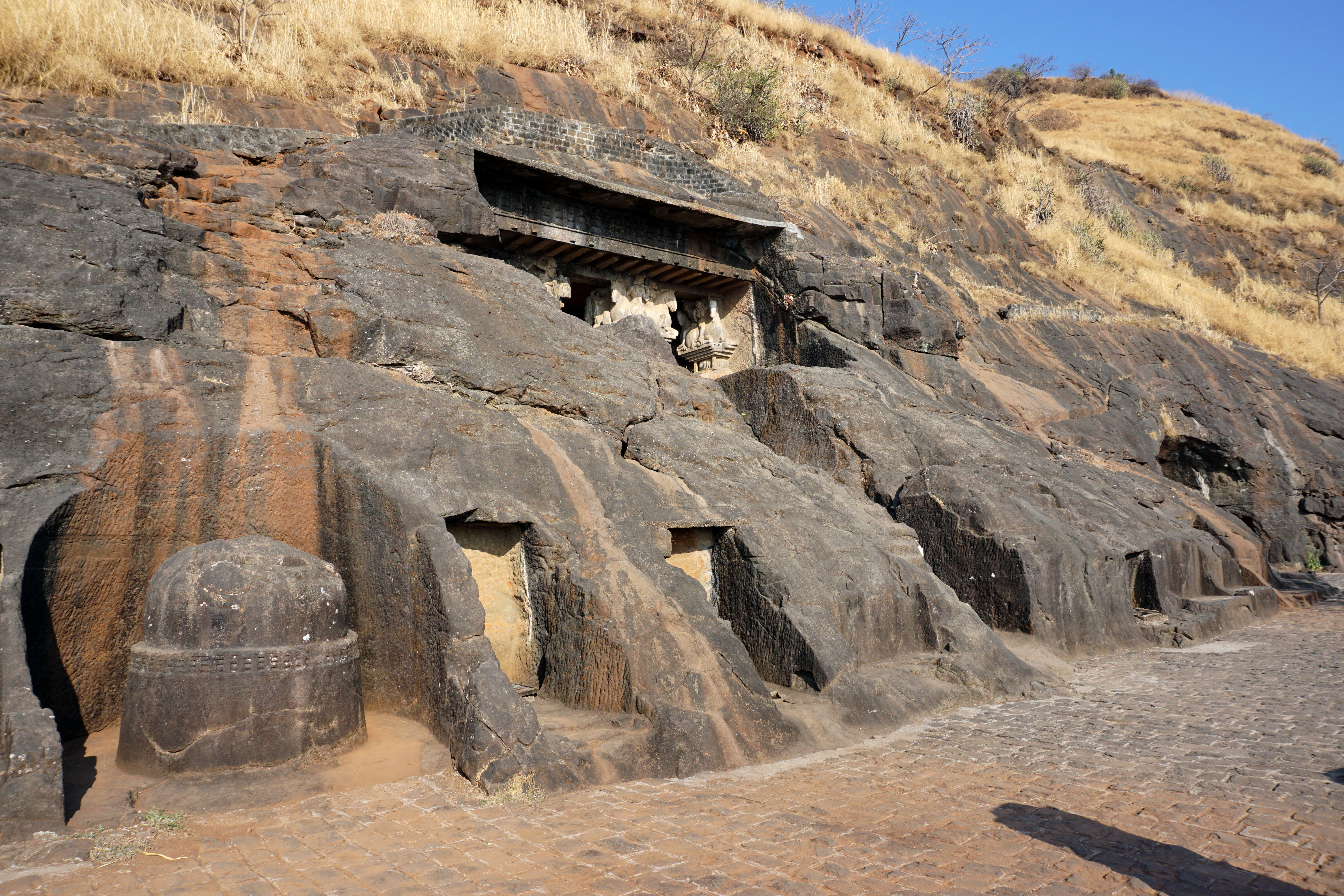
Vue générale. À gauche, le petit stupa extérieur. Au second plan, chapiteaux des colonnes à l'entrée du chaitya
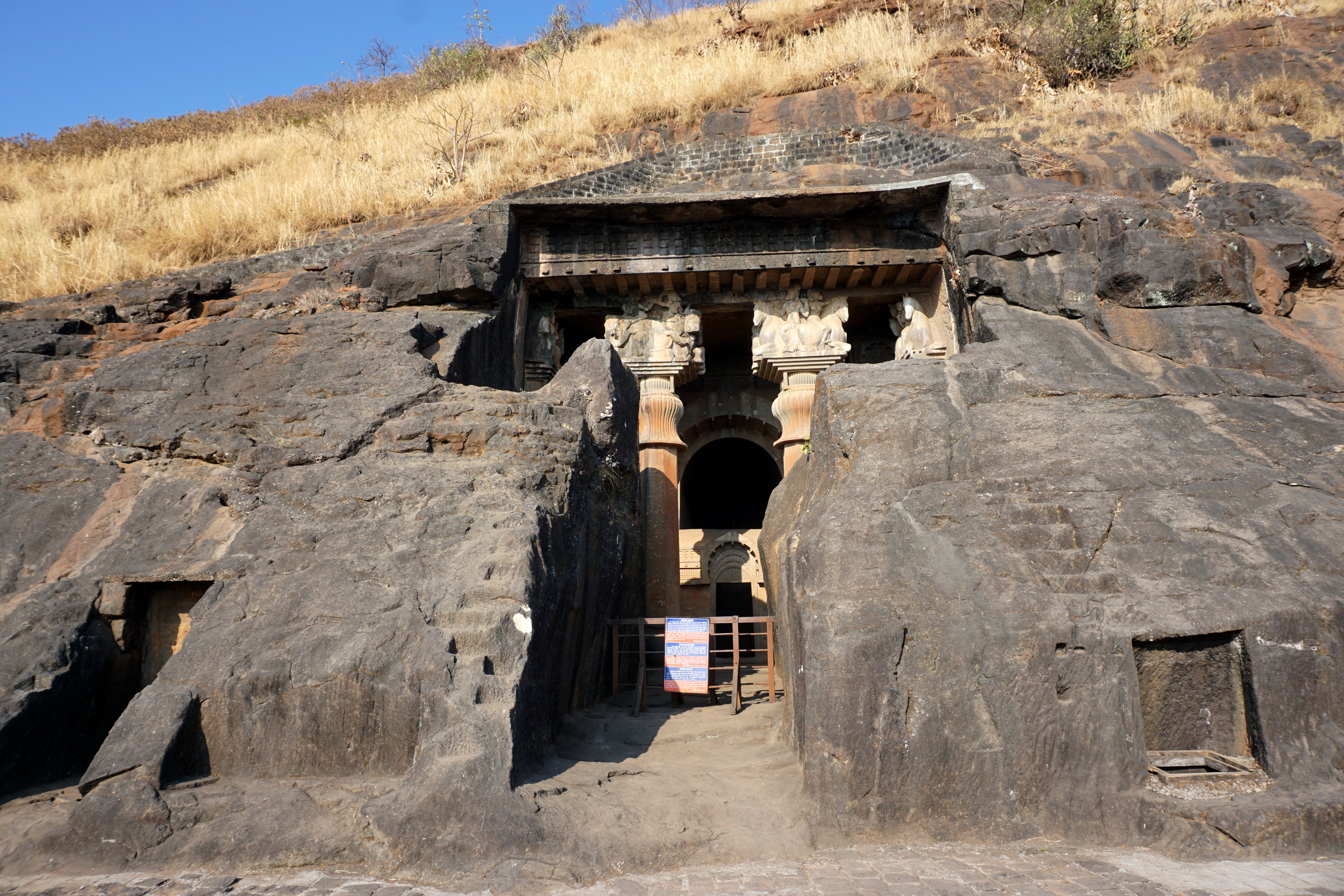
Entrée du chaitya.
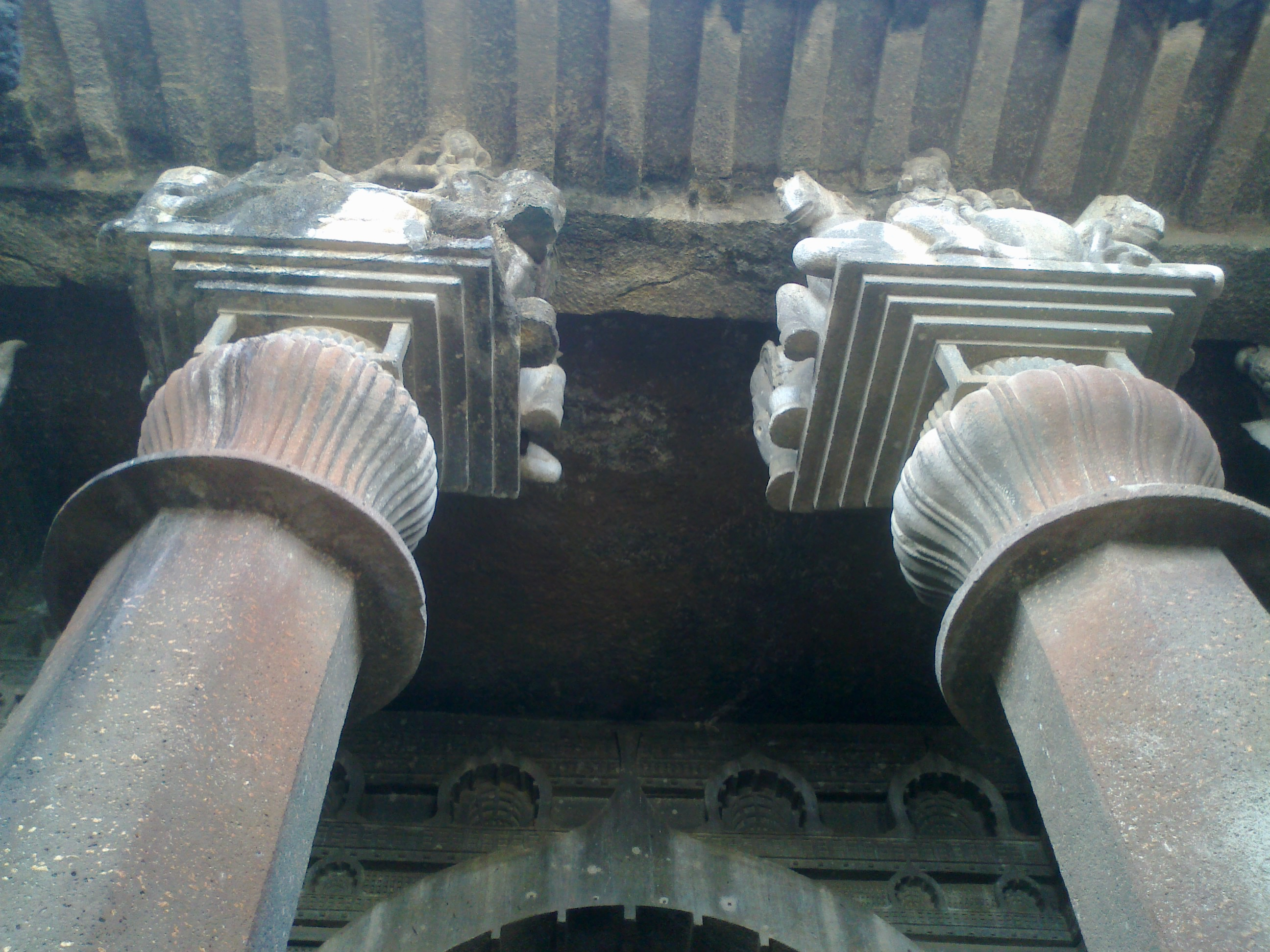
Colonnes à l'entrée du chaitya.
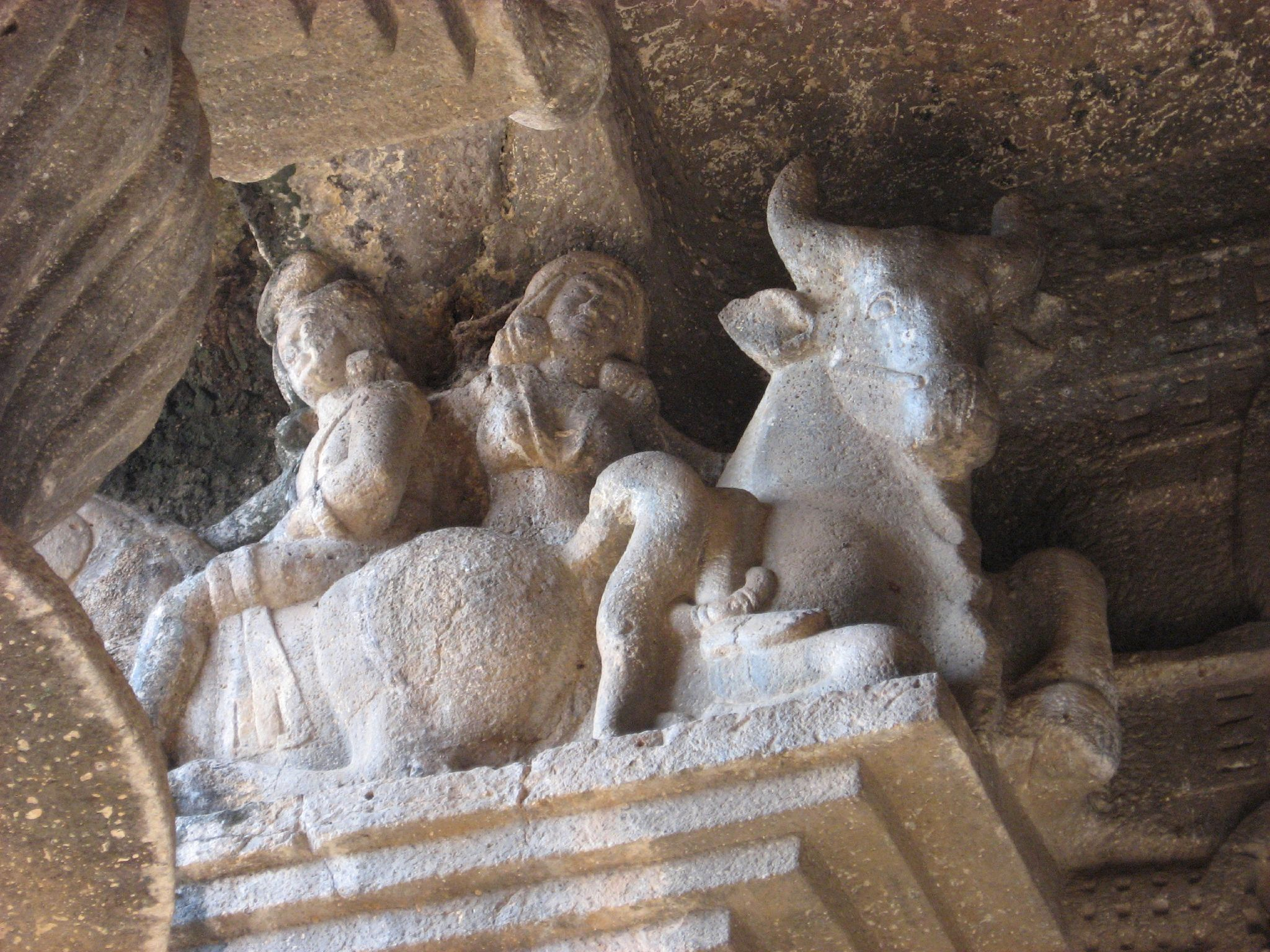
Chapiteau d'une colonne de l'entrée principale.
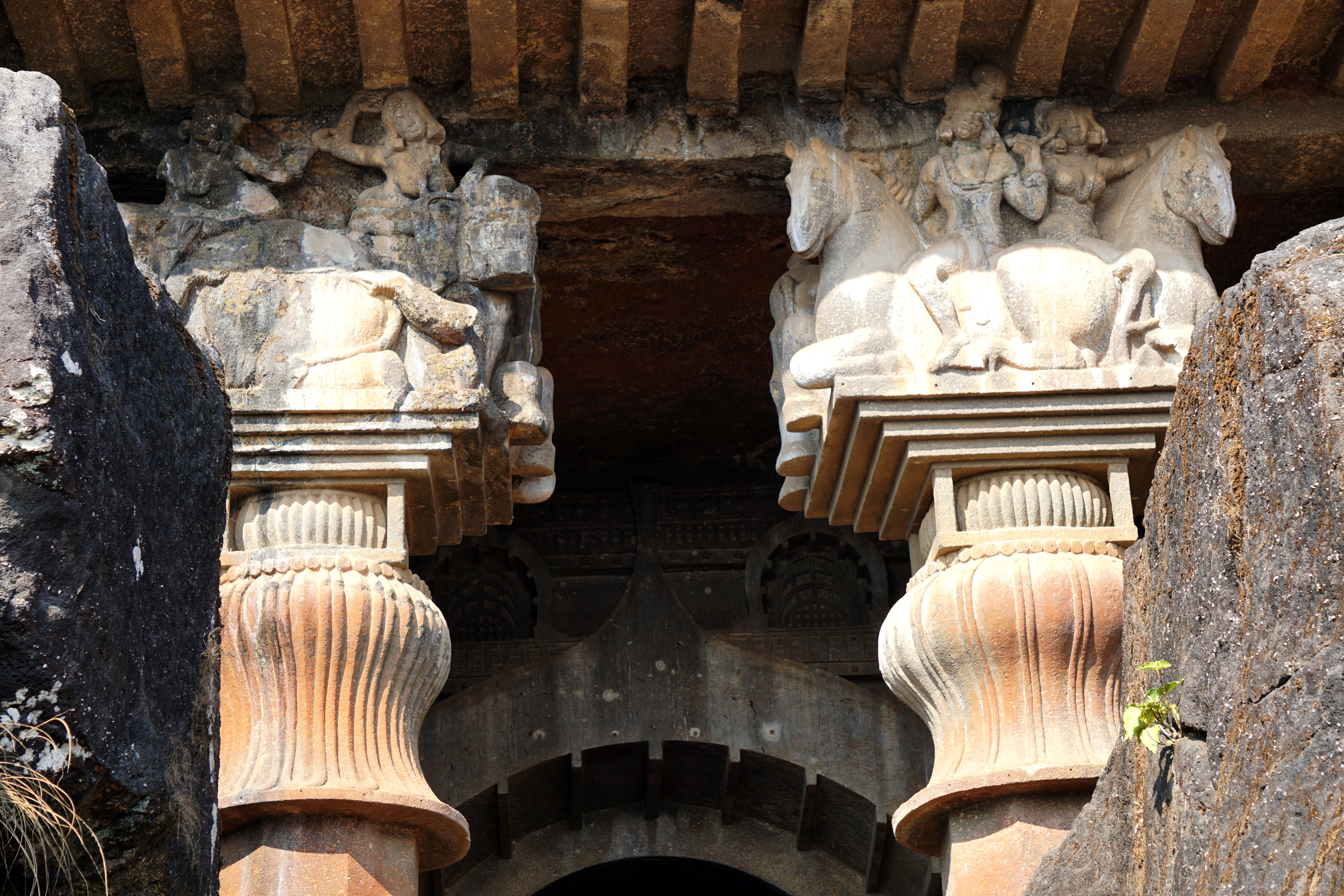
Chapiteaux des colonnes à l'entrée du vihara.
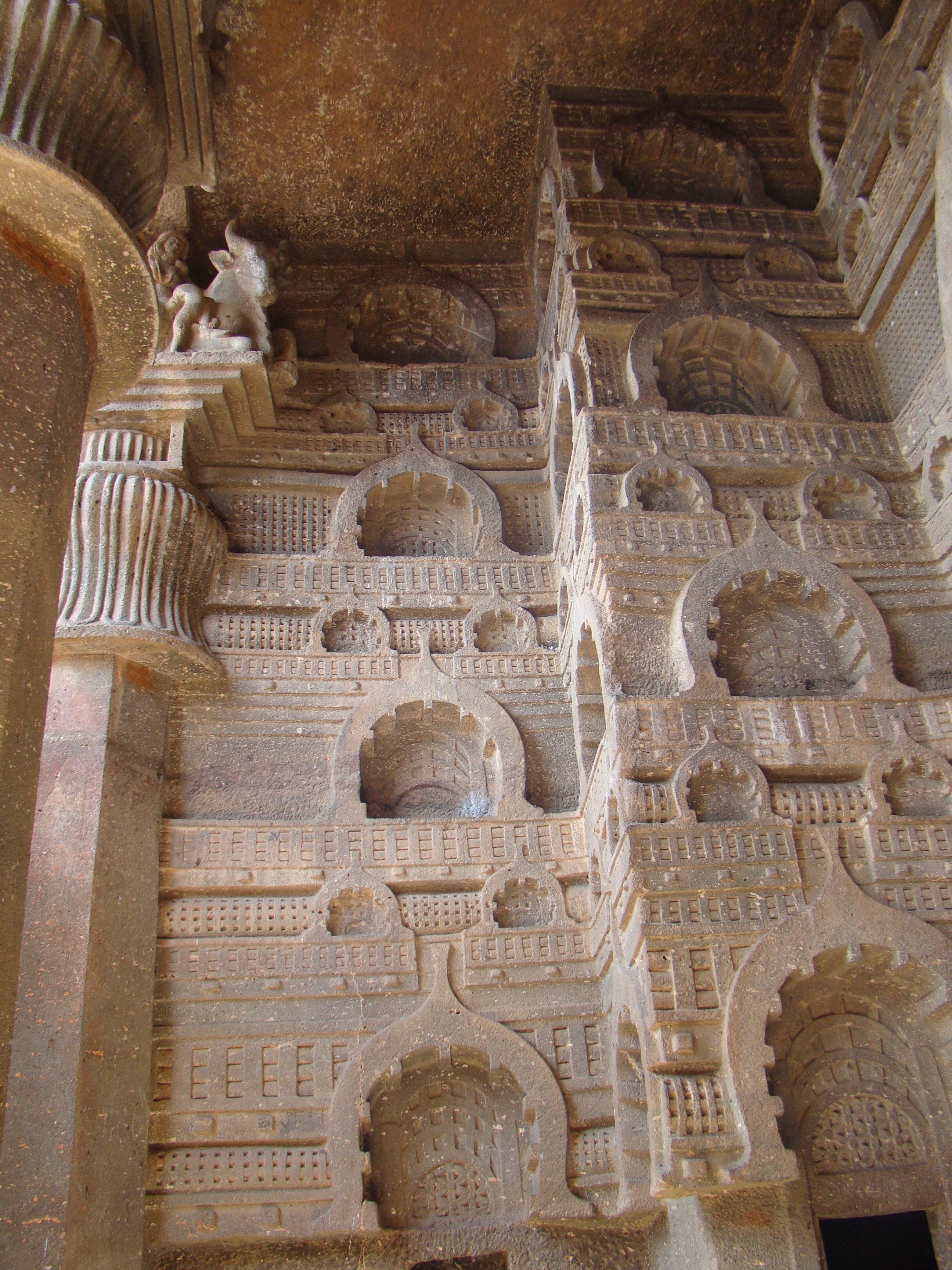
Mur latéral à l'intérieur de la véranda du chaitya, avec un décor d'arcs en fer à cheval.
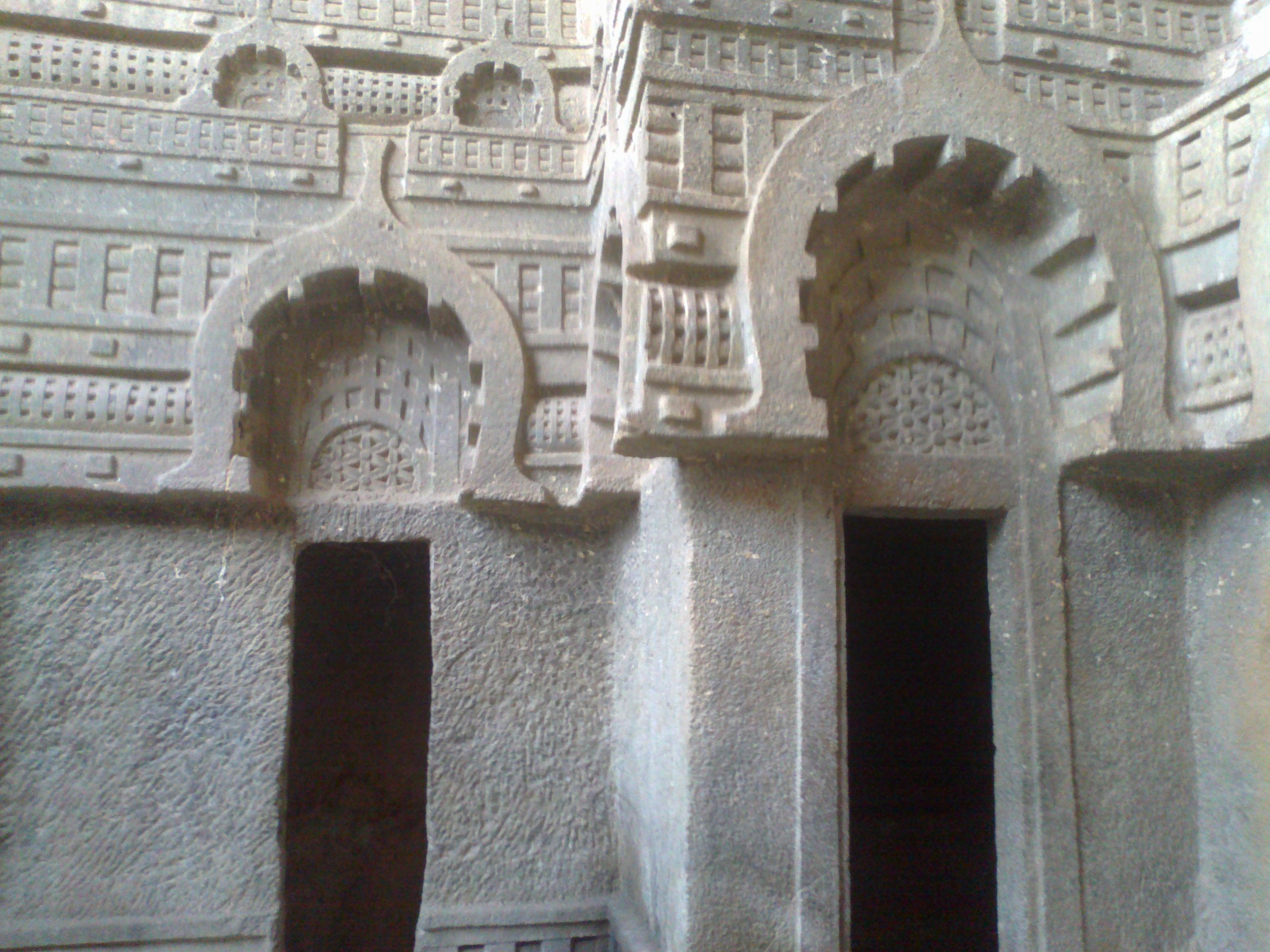
Portes décorées d'arcs gavaksha.
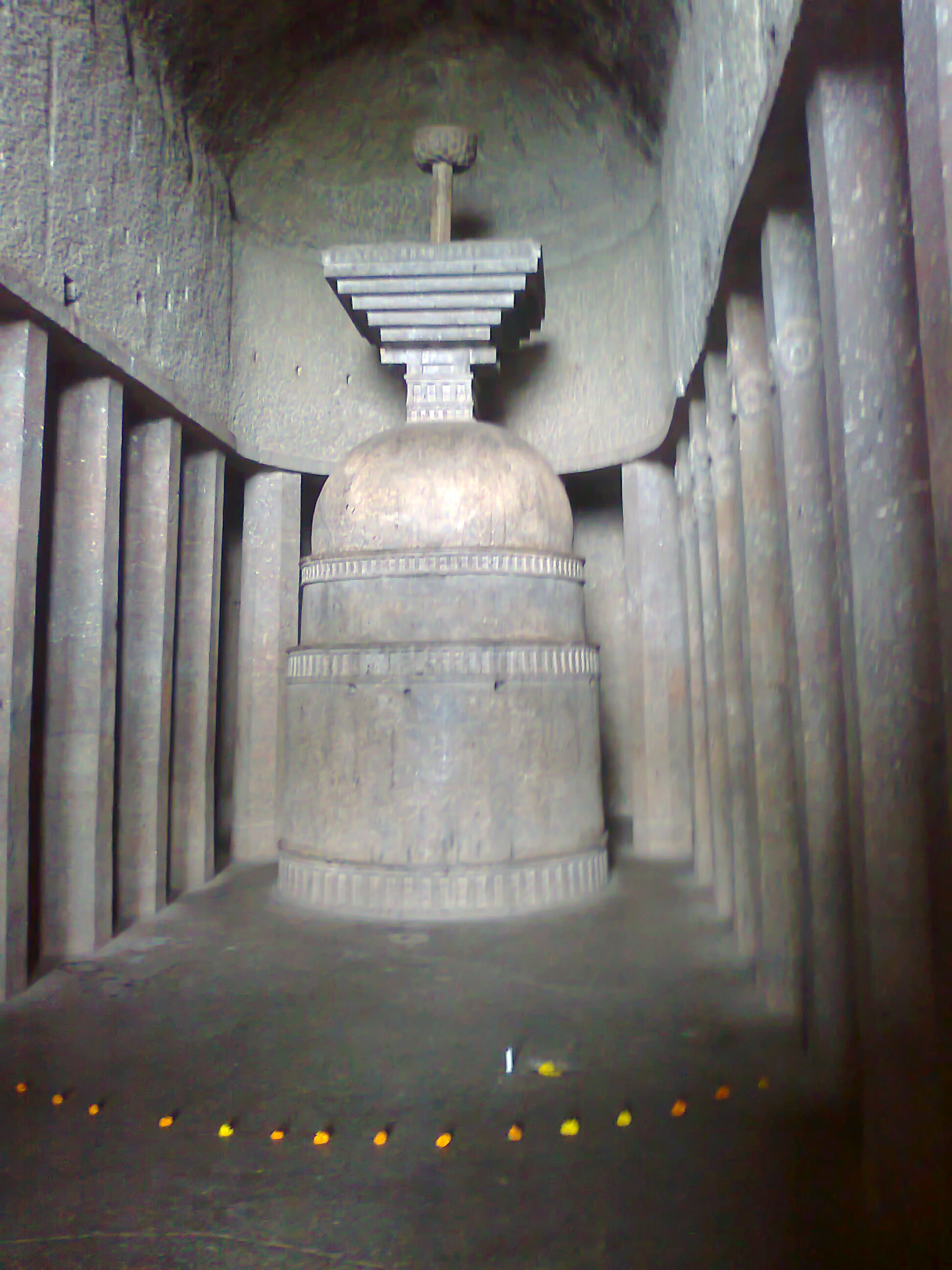
Nef central du chaitya de Bedsa avec le stupa dagoba.
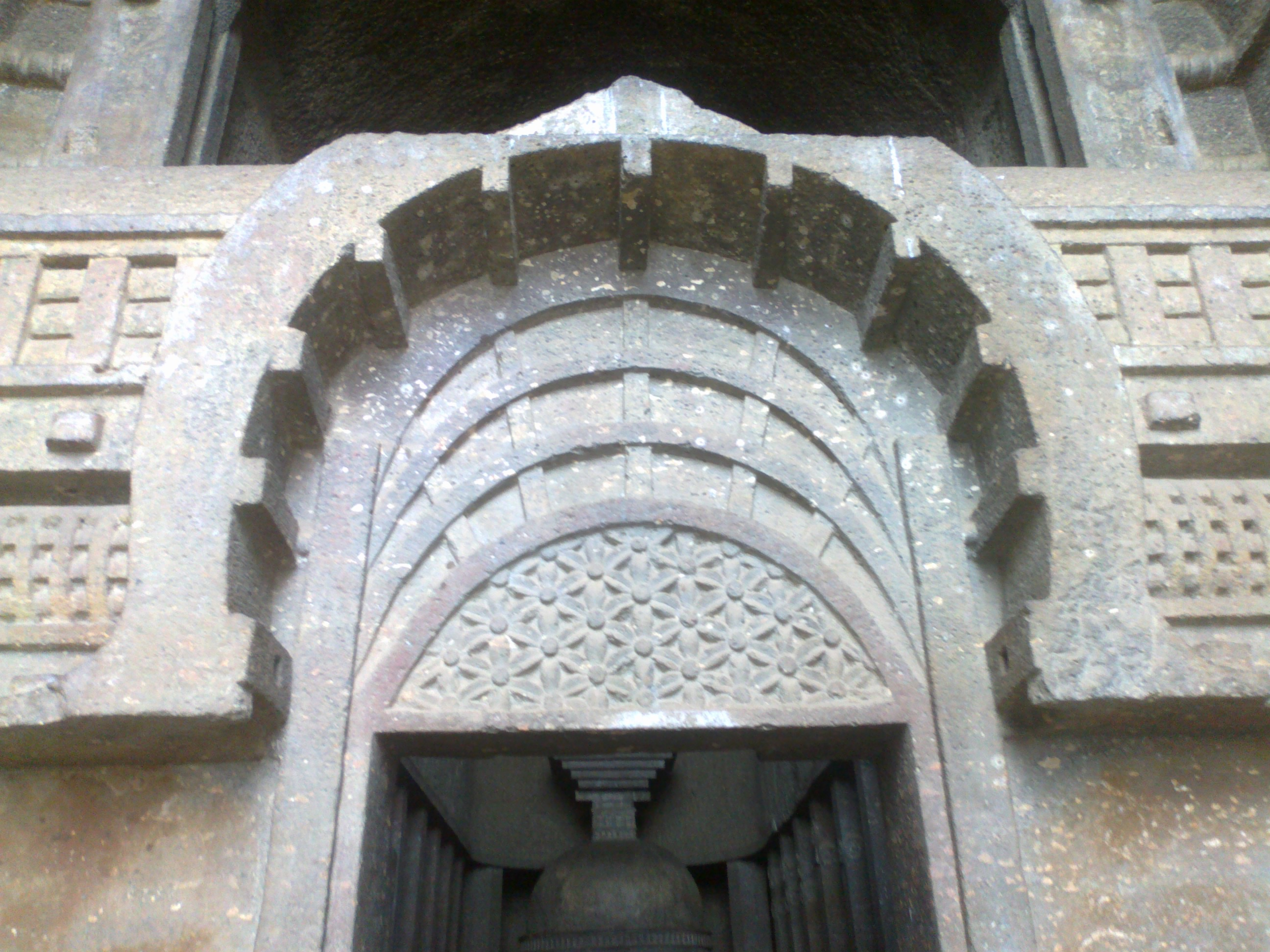
Sculpture de la porte du chaitya.
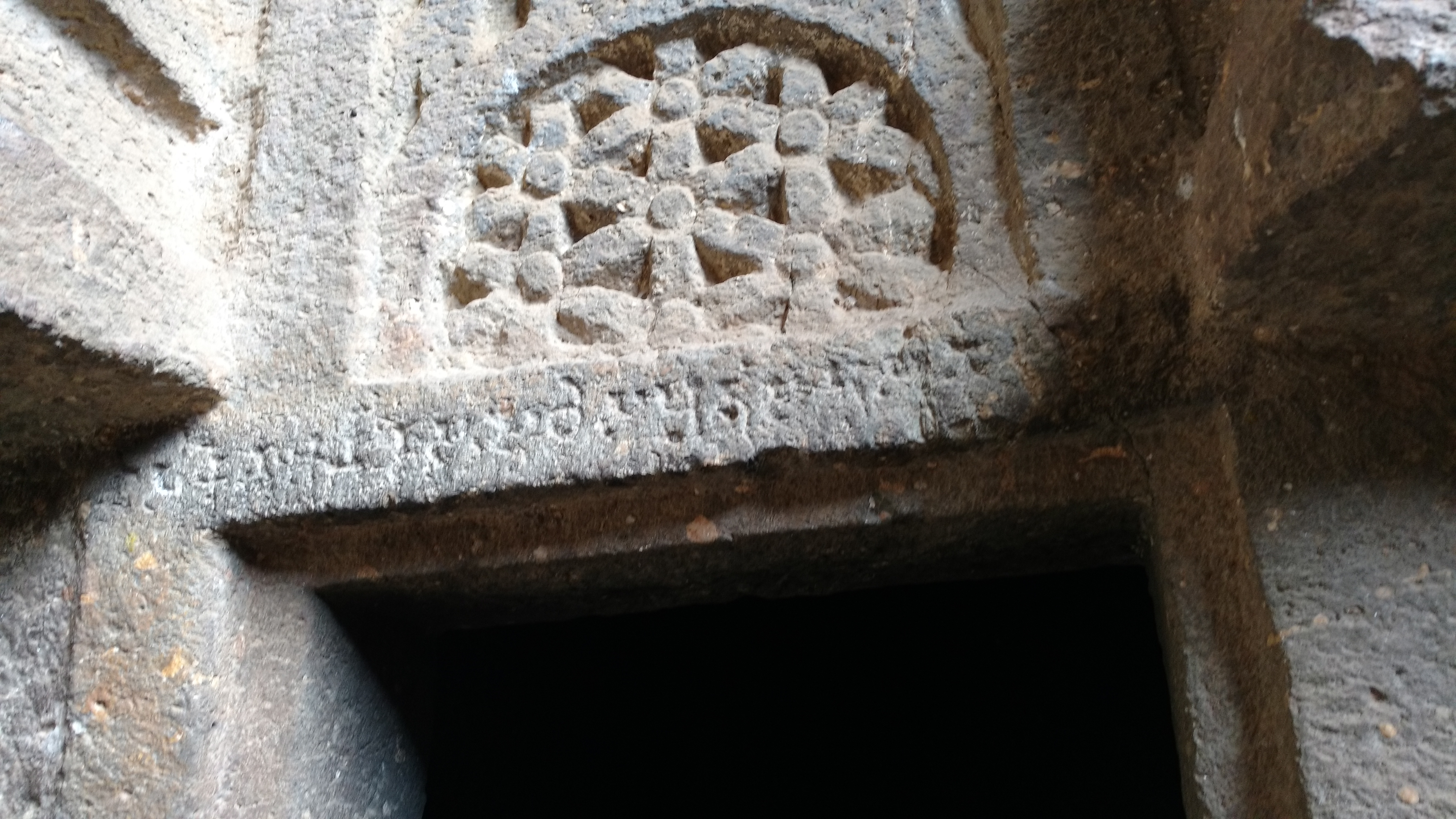
Inscription en brahmi: « Don de Pushyanka, fils d'Ananda Sethi de Nashik »
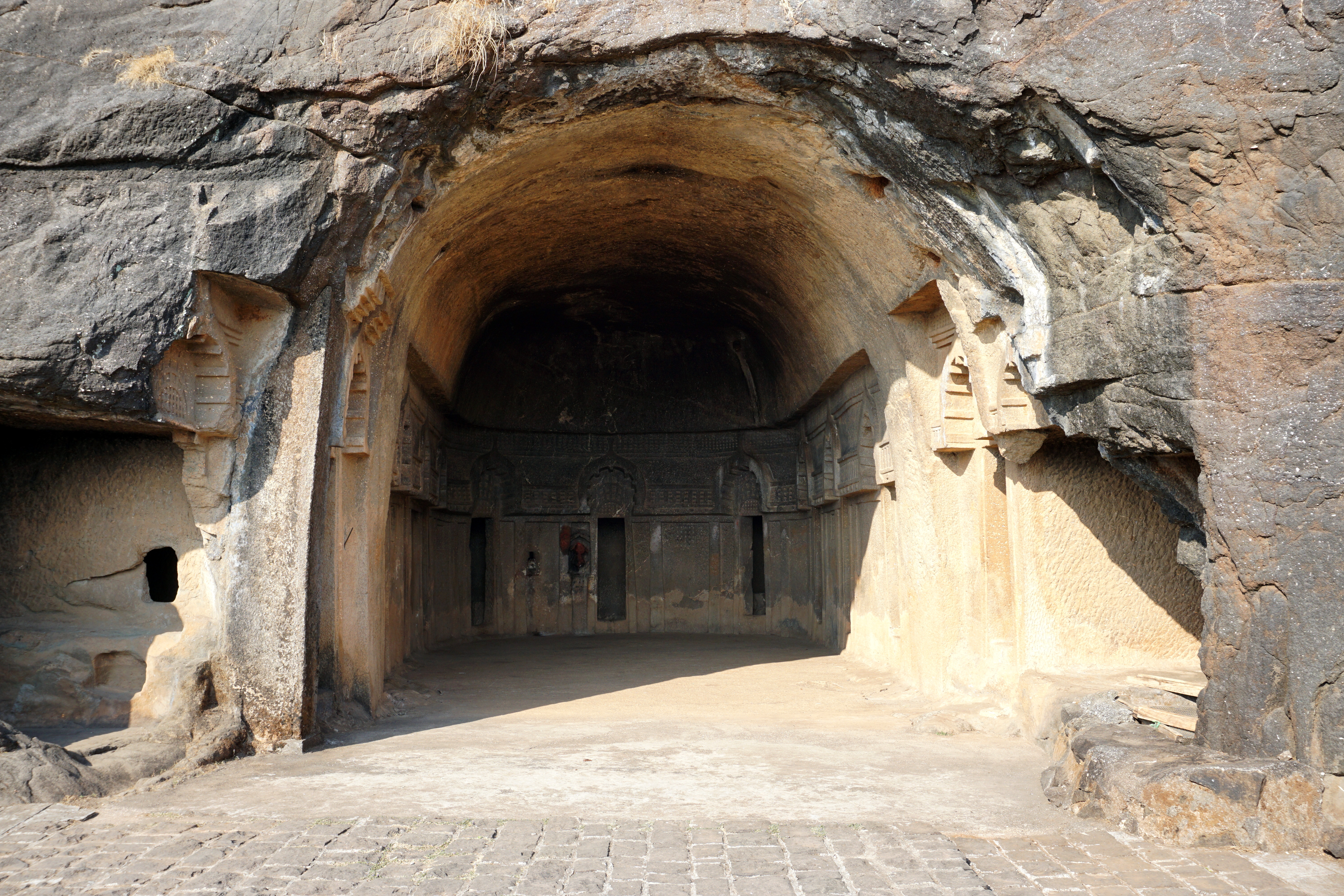
Le vihara principal.
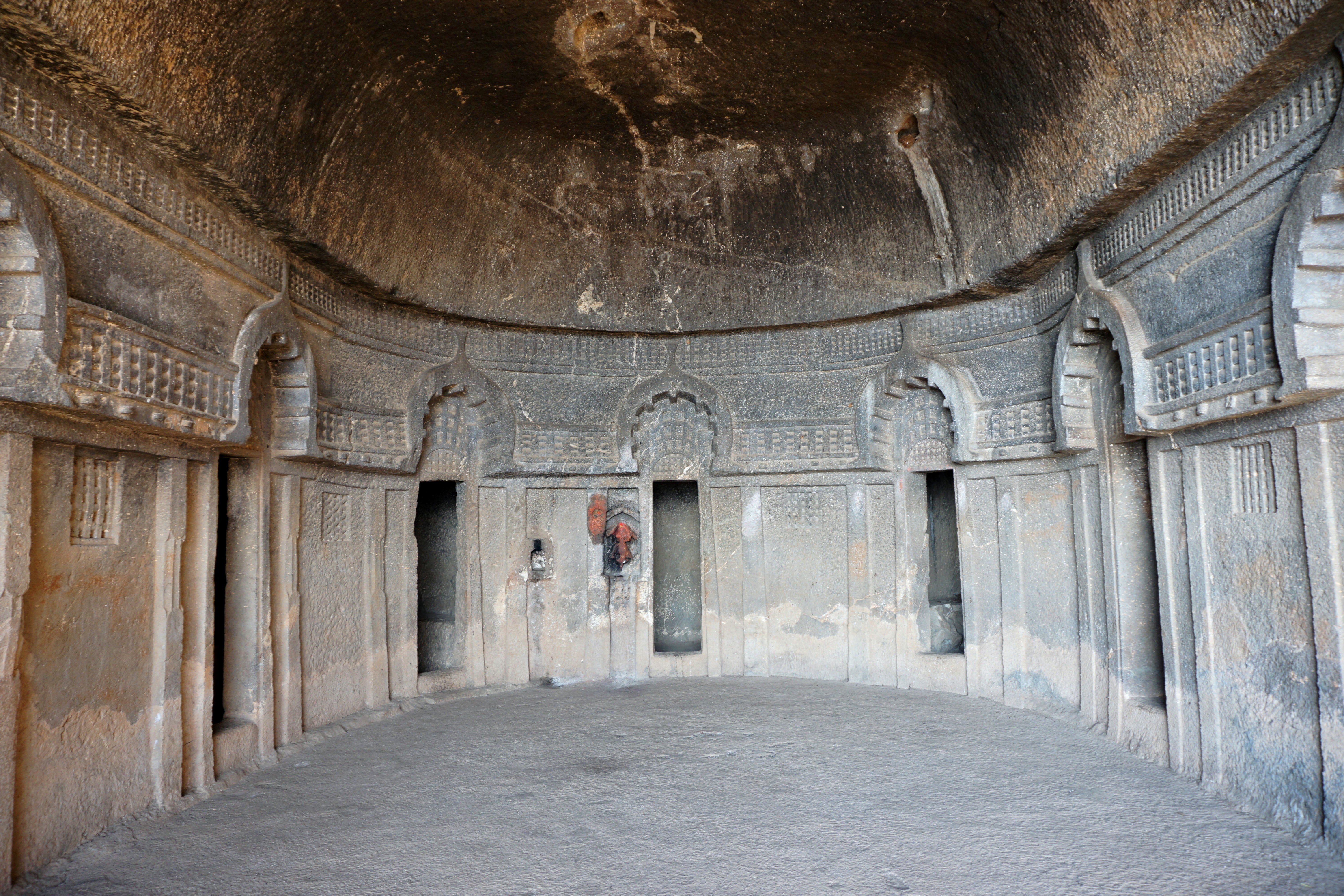
Fond du vihara, voûté en cul-de-four. Autour de l'abside, entrées des cellules des moines (bhikshu).
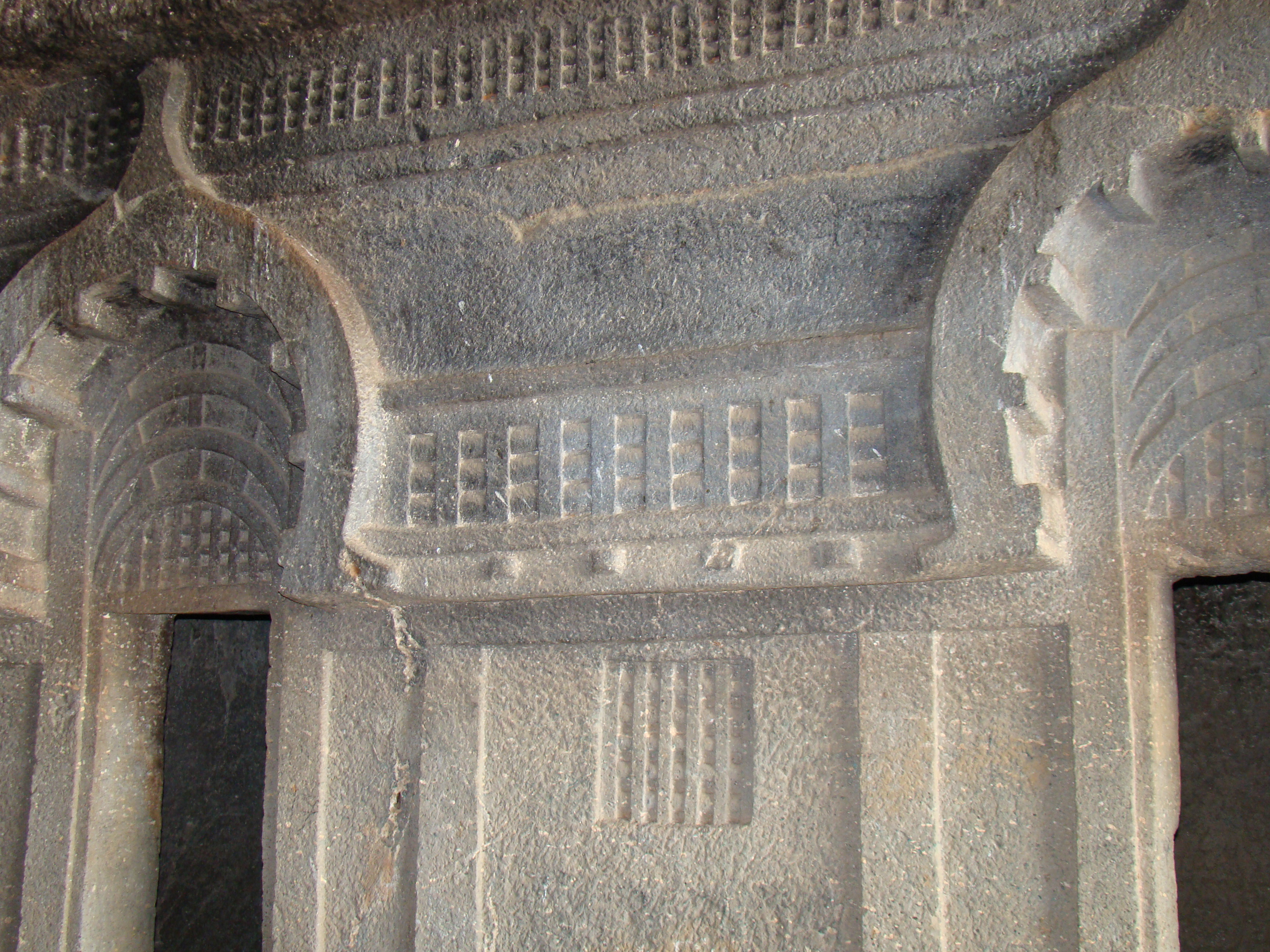
Entrée de cellules.
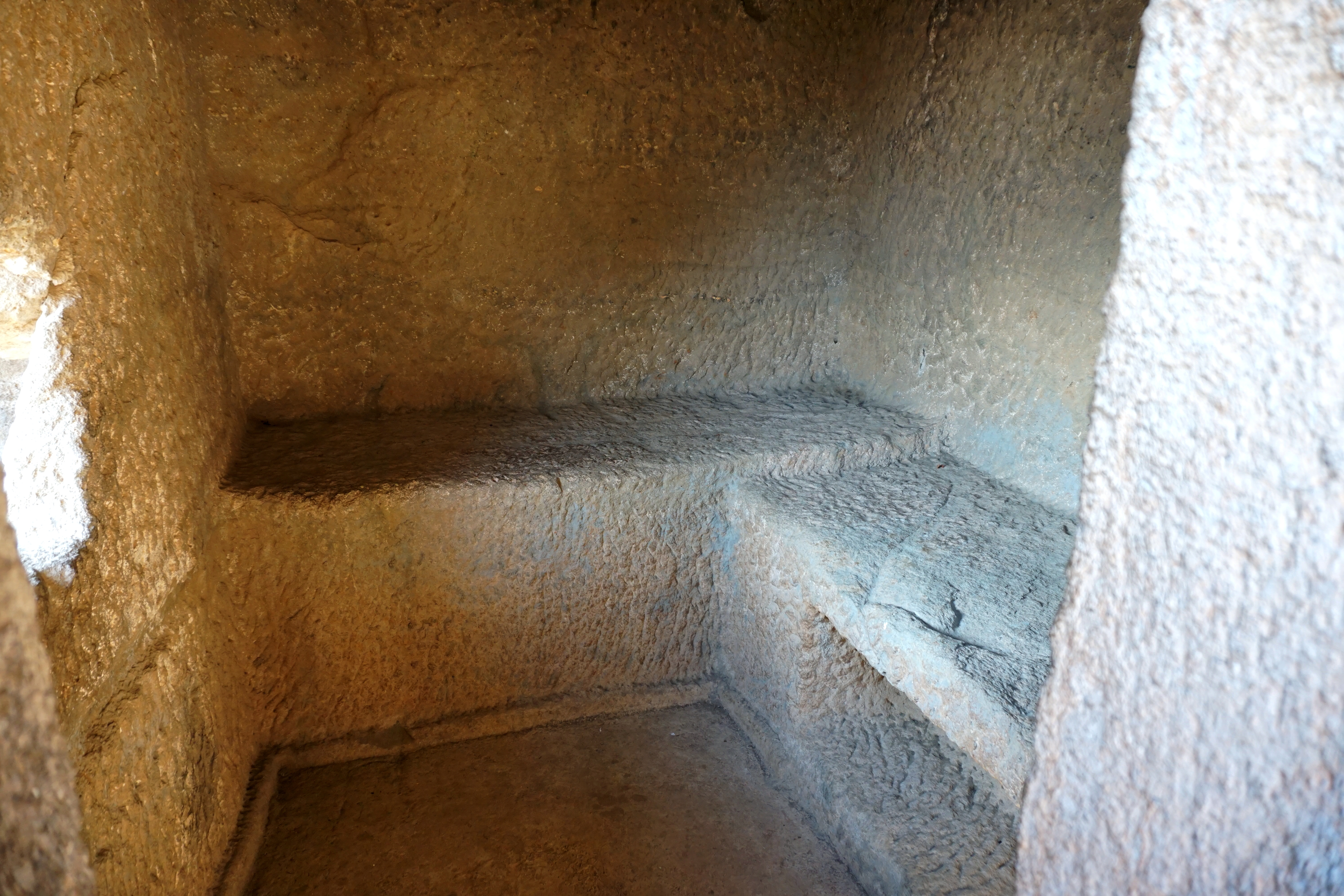
Intérieur d'une cellule.
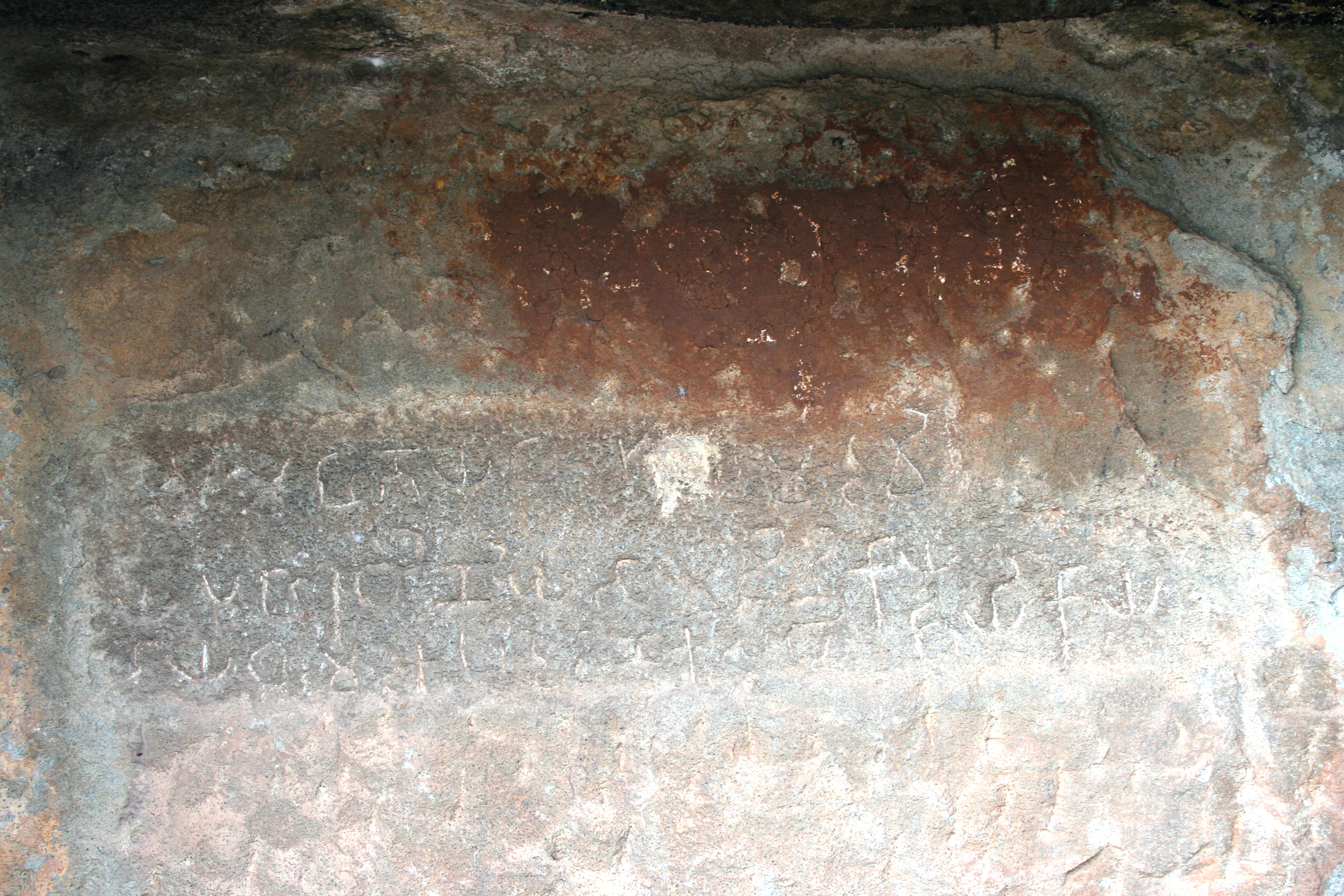
Inscriptions dans les grottes.